# Julian West
Julian West, nome d'arte di Nicolas Louis Alexandre de Gunzburg (Parigi, 12 dicembre 1904 – New York, 20 febbraio 1981), è stato un attore, giornalista e produttore cinematografico francese con cittadinanza statunitense.
West è noto soprattutto per il ruolo di protagonista in Vampyr - Il vampiro.

## Biografia
Di origine francese e rampollo di una ricca famiglia ebrea russa, Nicolas, 5º barone de Gunzburg era noto a Parigi nell'élite artistica e sociale degli anni '20 e '30 del Novecento. Nicolas desiderava diventare un attore, per questo motivo finanziò il regista Carl Theodor Dreyer per produrre il classico dell'horror Vampyr - Il vampiro e in cambio ottenne il ruolo di protagonista, utilizzando il nome "Julian West".
Non molto tempo dopo che il film uscì, suo padre morì e Nicolas rimase con pochi soldi. Decise di andare in America in cerca di fortuna nel 1934. I suoi tentativi di riprendere la sua carriera cinematografica non funzionarono, e Vampyr - Il vampiro rimase il suo unico film. Si trasferisce quindi a New York nel 1940 dove diviene redattore-capo della rivista Town & Country, in seguito "fashion editor" di Vogue e di Harper's Bazaar.
Nicolas era apertamente gay, ma la sua vita sentimentale era molto discreta. Influenzò personaggi nel campo della moda come Calvin Klein. Morì all'età di 76 anni a New York. Oggi è ricordato per il suo unico ruolo nel suo unico film, e la famosa scena della sepoltura in Vampyr - Il vampiro, ma la sua influenza sul mondo della moda ha continuato a lungo dopo la sua morte.